# Karl Foerster (Ingenieur, 1866)
Karl Foerster (* 15. September 1866 in Saarbrücken; † 3. November 1957 in Frankenthal (Pfalz)) war ein deutscher Ingenieur und Manager der Metallindustrie.

## Leben
Geboren als Sohn des gleichnamigen Brauereidirektors und der Franziska geb. Eiche, besuchte Karls Foerster die höhere Bürgerschule und anschließend die Königliche Preußische Gewerbeschule in Saarbrücken. Zum Studium des Maschinenbaus ging er an die Technische Hochschule Karlsruhe und die Technische Hochschule Braunschweig. In Karlsruhe wurde er Mitglied des Corps Saxonia. Nach dem Studium begann er seine berufliche Laufbahn bei der Firma Pauksch in Landsberg an der Warthe. Nach anderthalb Jahren wechselte er zur Kühnleschen Maschenfabrik in Frankenthal. Nach weiteren sechseinhalb Jahren ging er für vier Jahre als Direktor zur Maschinenbaugesellschaft in München. 1900 wurde er zum Direktor und Vorstandsvorsitzender der  AG Kühnle, Kopp & Kausch in Frankenthal.
Foerster war Handelsrichter und Vorsitzender des Arbeitgeberkartells und des Handelsgremiums Frankenthal. Er gehörte dem Vorstand des Verbandes der Metallindustriellen in Mannheim und des Verbandes Pfälzischer Industrieller in Neustadt an. Er war Ausschussmitglied der Handelskammer Ludwigshafen, des Verbandes Deutscher Dampfkessel- und Apparatebauanstalten, der Vereinigung der Deutschen Dampfkessel- und Apparatebauindustrie in Düsseldorf und des Vereins Deutscher Eisengießereien mit Sitz in Düsseldorf und Karlsruhe.
Weiterhin gehörte Foerster dem Stadtrat von Frankenthal an und war Ausschussmitglied der Deutschen Volkspartei. Er war verheiratet mit Franziska Riel. Sie hatten eine Tochter.

## Auszeichnungen
- Ernennung zum Kommerzienrat
- Bayerisches Verdienstkreuz
- Preußisches Verdienstkreuz